# Apach
Apach là một xã trong vùng Grand Est, thuộc tỉnh Moselle, quận Thionville-Est, tổng Sierck-les-Bains. Tọa độ địa lý của xã là 49° 27' vĩ độ bắc, 06° 22' kinh độ đông. Apach nằm trên độ cao trung bình là 115 mét trên mực nước biển, có điểm thấp nhất là 145 mét và điểm cao nhất là 365 mét. Xã có diện tích 3,35 km², dân số vào thời điểm 1999 là 813 người; mật độ dân số là 242 người/km².

## Thông tin nhân khẩu
| 1962 | 1968 | 1975 | 1982 | 1990 | 1999 |
| ---- | ---- | ---- | ---- | ---- | ---- |
| 799  | 841  | 848  | 864  | 798  | 813  |